# Skomer Island
Skomer Island är en ö i Storbritannien.   Den ligger i kommunen Pembrokeshire och riksdelen Wales, i den sydvästra delen av landet, 400 km väster om huvudstaden London. Arean är 2,9 kvadratkilometer.
Terrängen på Skomer Island är platt. Öns högsta punkt är 72 meter över havet. Den sträcker sig 2,3 kilometer i nord-sydlig riktning, och 3,6 kilometer i öst-västlig riktning.